# Gabriel Ochocki (ławnik)
Gabriel Ochocki herbu Ostoja (zm. 1616) – ławnik sądowy, rajca i burmistrz miasta Krakowa.

## Życiorys

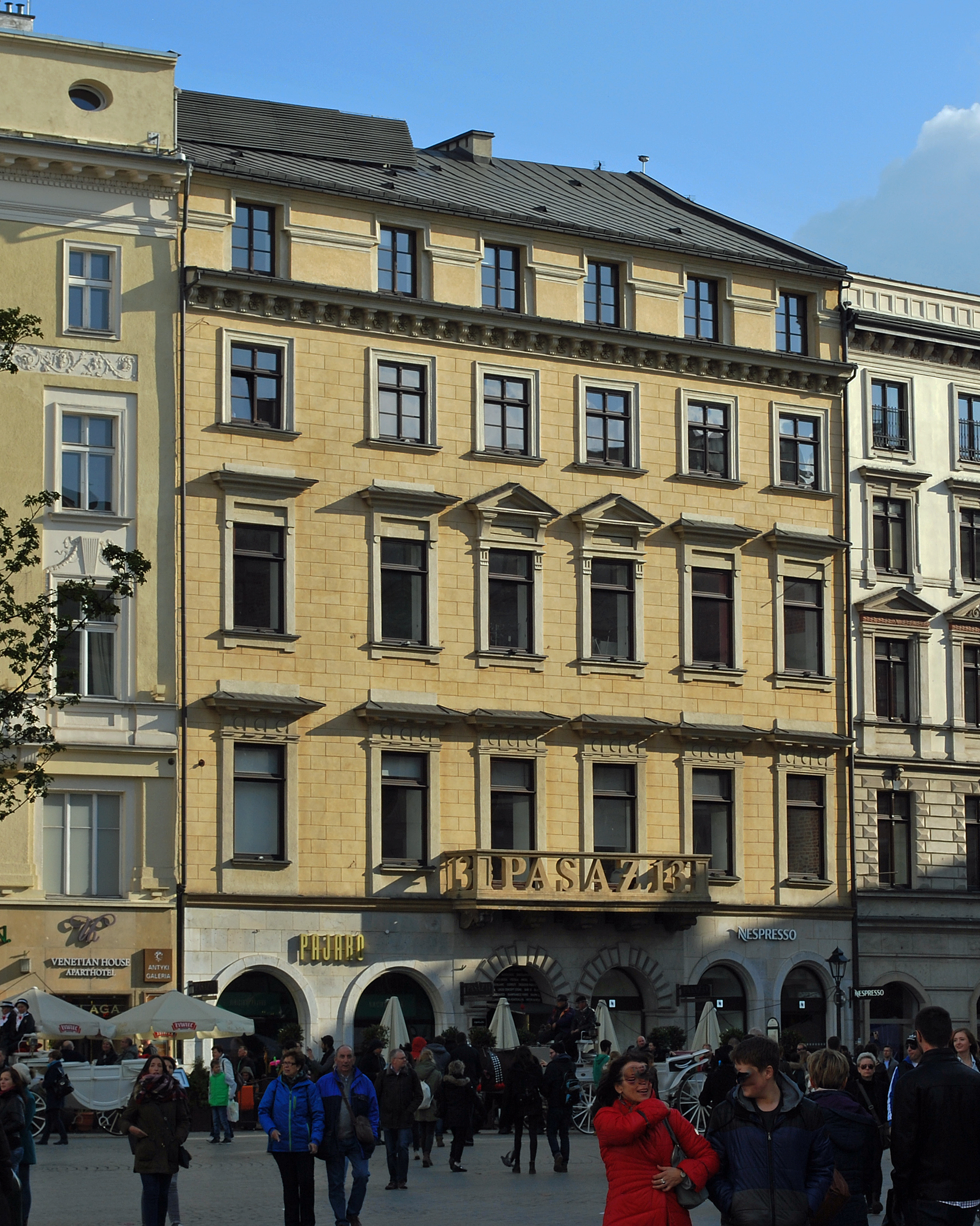
Kamienica Fontanowska przy Rynku 12. Gabriel Ochocki przejął tę kamienicę od Fontanich w latach 1606-1607.

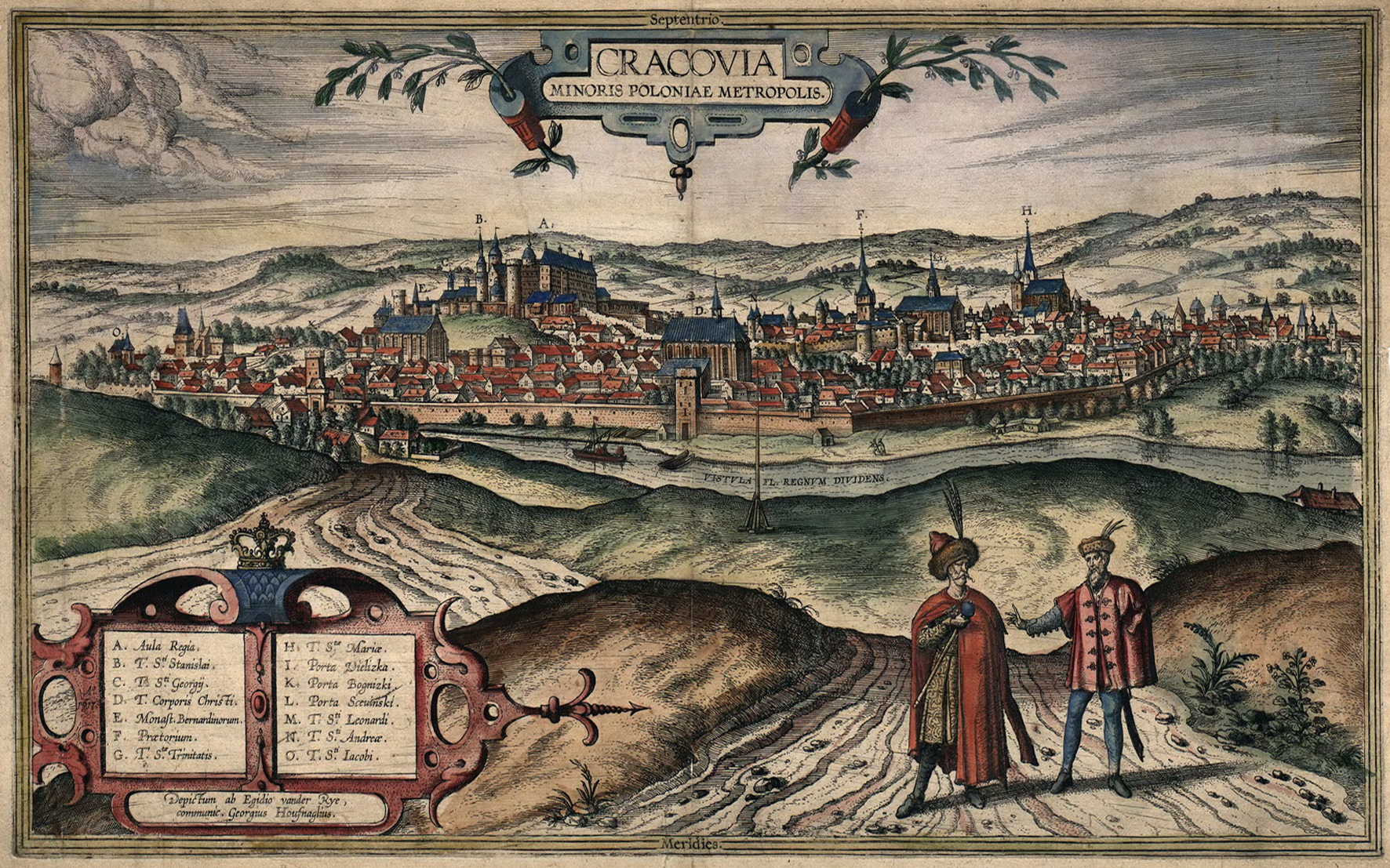
Panorama Krakowa od południa w XVII w. według Jacoba Hoefnagela.

Gabriel Ochocki pochodził z osiadłej w Krakowie szlacheckiej rodziny pieczętującej się herbem Ostoja, wywodzącej się zapewne z Ochocic koło Kamieńska w dawnym województwie sieradzkim. O jego rodzinie wspomniał Kasper Niesiecki w Herbarzu Polskim. 
Gabriel Ochocki do Krakowa przybył z Lelowa. W roku 1593 został przyjęty do prawa miejskiego. Zajmował się kupiectwem sukiennym. Od roku 1609 był ławnikiem sądowym. W roku 1615 został powołany do rady miejskiej przez Mikołaja Zebrzydowskiego, wojewodę krakowskiego. Będąc w składzie rady urzędującej pełnił w przypadającej na niego kolejności funkcję burmistrza miasta Krakowa. Był właścicielem kamienicy przy Rynku (nr 12A) w Krakowie. 
Gabriel Ochocki ożenił się z Elżbietą, córką Jana Fontaniego, przedstawiciela zamożnej, krakowskiej rodziny mieszczańskiej. Pozostawił kilkoro dzieci: Gabriela, Piotra, Sebastiana, Hieronima, Barbarę Aleksandrę (żonę Macieja Wojeńskiego, rajcy, doktora medycyny i rektora Uniwersytetu Krakowskiego) oraz Annę, norbertankę w Imbramowicach. Według Kaspra Niesieckiego miał utracić szlachectwo. Jego syn Piotr wraz z bratankiem Stanisławem Jackiem uzyskali uwolnienie od abusum szlachectwa w roku 1676 za zasługi w walkach ze Szwedami.
Gabriel Ochocki zmarł w roku 1616. Jego miejsce w radzie miasta Krakowa zajął Mikołaj Pernus. Egzekutorem testamentu Ochockiego był Maciej Wojeński, mąż jego córki Barbary.